# The Stone of Mazarin
Pour plus de détails, voir Fiche technique et Distribution.
The Stone of Mazarin est un film britannique réalisé par George Ridgwell, sorti en 1923.

## Synopsis
Sherlock Holmes enquête sur le vol d'un diamant, la « Pierre de Mazarin ».

## Fiche technique
- Titre original : The Stone of Mazarin
- Réalisation : George Ridgwell
- Scénario : Geoffrey H. Malins et Patrick L. Mannock, d'après la nouvelle La Pierre de Mazarin d'Arthur Conan Doyle
- Direction artistique : Walter W. Murton
- Photographie : Alfred H. Moise
- Montage : Challis N. Sanderson
- Société de production : Stoll Picture Productions
- Société de distribution : Stoll Picture Productions
- Pays d'origine :  Royaume-Uni
- Langue originale : anglais
- Format : noir et blanc — 35 mm — 1,37:1 — Film muet
- Genre : Film policier
- Durée : deux bobines
- Date de sortie :
  - Royaume-Uni : mars 1923

## Distribution
- Eille Norwood : Sherlock Holmes
- Hubert Willis : Docteur Watson
- Tom Beaumont : Inspecteur Gregory
- Lionel d'Aragon : Comte Sylvinus
- Laurie Leslie : Merton
- Madame d'Esterre